# Svenska Akademien
Svenska Akademien est un groupe de reggae et hip-hop suédois, originaire de Landskrona.

## Biographie
Svenska Akademien est formé en 1999 à Landskrona, dans le sud de la Suède, par Carl-Martin « Sture Allén d.y » Vikingsson (en référence au membre de l’Académie suédoise Sture Allén), Kristoffer « Risto » Hellman et Simon « Don Cho » Vikokel. S’ajouta ensuite Ivan « GeneralKnas » Olausson. Risto quitta le groupe avant la sortie de l’album Med anledning av_, en 2002. Leia Gärtner, aussi connue sous le nom de Titti Tång, invita le groupe à jouer lors d’un carnaval en banlieue de Stockholm en juin 2001. Six mois plus tard, elle fut à son tour invitée à participer à l’album Med anledning av_, puis à joindre le groupe.
En 2002, Svenska Akademien remporta un prix aux Swedish Hip Hop Awards pour leur chanson Evig envig (appelée plus tard Den elfte), chanson se retrouvant à la fois sur l’album Med anledning av_  et sur la compilation Framåt för Palestinas befrielse. À l’automne 2003, l’album Tändstickor för mörkrädda paru sous le label SwingKids. En 2009, le groupe se sépare. Ivan Olausson-Klatil (General Knas), de son côté joue en solo et compte, en date de 2017, trois albums dont Äntligen har rika människor fått det bättre (2006) et Kärlek & Revolt (2012).
Le 1er février 2013, Svenska Akademien annonce son retour avec de nouvelles dates de tournée et un album.

## Discographie

### Albums studio
- 2002 : Med anledning av
- 2004 : Tändstickor för mörkrädda
- 2005 : Resa sig opp
- 2007 : Gör det ändå!

### EP
- 2001 : Snapphaneklanen
- 2005 : Upphovsmännen till den skånska raggan (sampler)

### Singles
- 2001 : Snapphaneklanen
- 2002 : Rötter
- 2004 : Psalm för mörkrädda
- 2005 : Du vill så du kan
- 2007 : Vakna